# Biblioteca nazionale austriaca
La Biblioteca Nazionale Austriaca (in tedesco: Österreichische Nationalbibliothek, acr.: ÖNB) è la biblioteca nazionale della Repubblica d'Austria. Fondata a metà del XV secolo dagli Asburgo come Biblioteca Palatina o Biblioteca  di Corte (Hofbibliothek), si chiamò "Biblioteca imperiale di Vienna" fino al 1920. Ha sede nell'Hofburg, ma alcune raccolte sono conservate a palazzo Mollard-Clary.

## Architettura

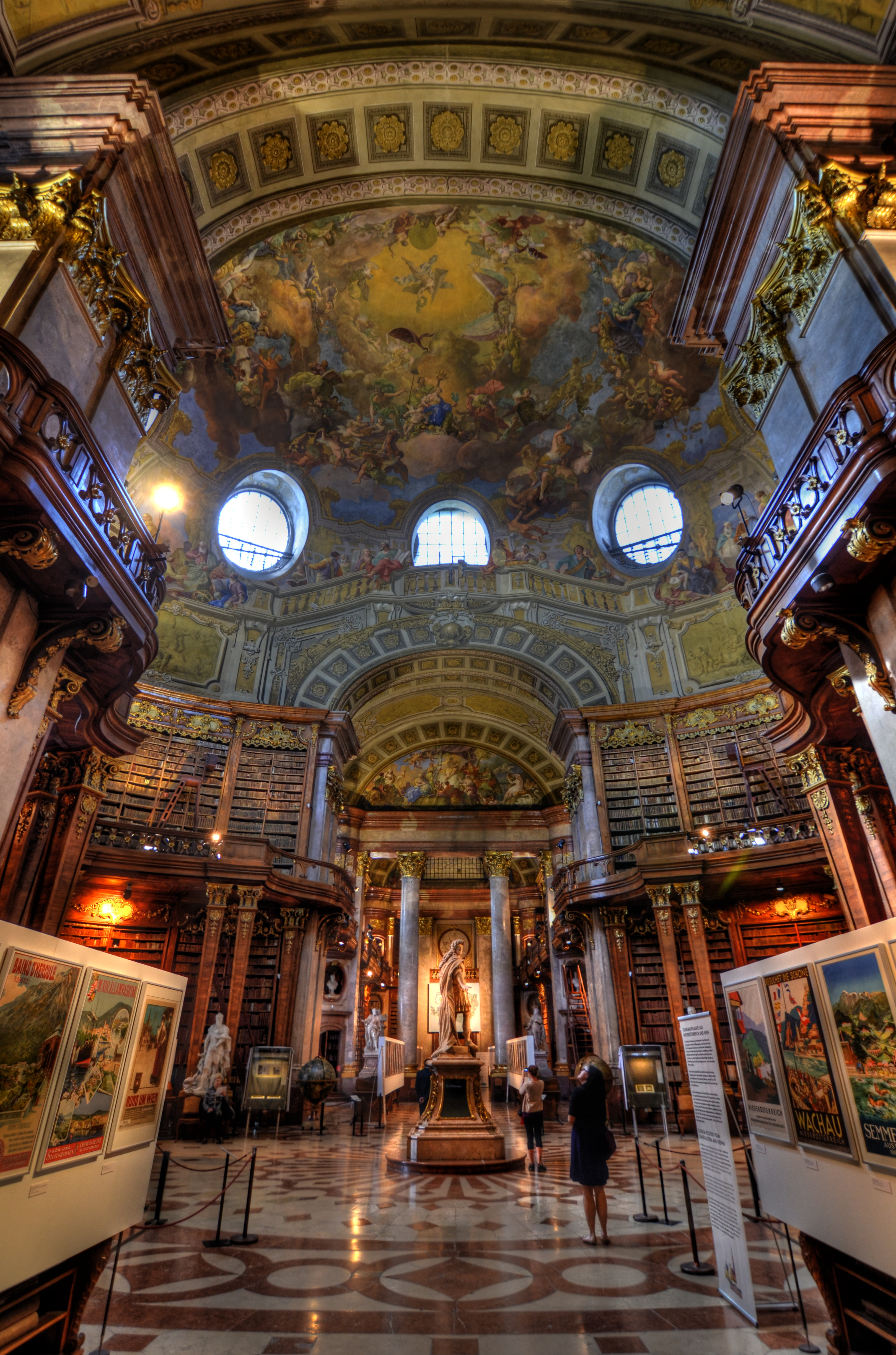
La Sala Magnifica.

L'edificio odierno venne eretto in stile barocco su progetto di Johann Bernhard Fischer von Erlach dal figlio Joseph Emanuel, tra il 1723 e il 1737. 
Presenta un'imponente facciata a tre ordini di grandi finestre impostata sul padiglione centrale sormontato dal gruppo scultoreo di Minerva sulla quadriga. 
All'interno lo scalone d'onore barocco conduce alla grandiosa Prunksaal, la "Sala Magnifica", fatta erigere dall'imperatore Carlo VI d'Asburgo. Con i suoi 78 metri di lunghezza attraversa tutto l'edificio con una cupola centrale magnificamente affrescata da Daniel Gran nel 1730; è rivestita da scaffalature in legno e vi si trovano statue di personaggi della storia austriaca e membri del casato degli Asburgo.

## Storia
Con 7,4 milioni di pezzi (fra cui 3,8 milioni di libri) è la più ricca biblioteca austriaca. Ha diritto al deposito legale e svolge l'attività di controllo bibliografico. Possiede anche importanti raccolte di incunaboli, carte geografiche e globi, papiri, lingue artificiali, partiture musicali e immagini.
La collezione di testi è riconducibile a diverse collezioni che vennero acquisite nel tempo, viene considerata originaria la collezione di testi degli Asburgo, risalente al XIV secolo. Questi erano custoditi in luoghi diversi, soprattutto nelle residenze di Vienna, Wiener Neustadt e Innsbruck e comprendevano manoscritti boemi, francese e italiani in diverse lingue, in parte miniati. Non esiste un anno preciso di inizio della raccolta, si assume come data d'inizio il 1368, a quell'anno è riconducibile il primo passaggio di proprietà di un testo, si tratta di un Evangeliario del miniatore boemo Giovanni da Troppau acquistato in quell'anno da Alberto III d'Asburgo. 
Tra la moltitudine di opere esposte, il Breviarium cum Calendarium ad usum Ordinis San Agustini,codice membranaceo che suor Maria Ormani scrisse nel 1453, è tra le più importanti. Arricchito con cinquantacinque busti di santi e scene variegate nei capilettera, esemplare noto per la sua eccezionalità, sia per la pregevole fattura, che per il fatto che Maria ha dipinto il suo ritratto con la firma e la data.
Dal 1992 la biblioteca è sede di Ariadne, un centro di documentazione specializzato nella storia dei movimenti femminili e degli studi di genere, con particolare riferimento all’area austriaca.